# Атанас Попов (художник)
Вижте пояснителната страница за други личности с името Атанас Попов.
Атанас Попов е български художник и театрален деец.
Добричкият интелектуалец е роден на 24 ноември 1894 г. в патриотично и религиозно семейство. През 1927 г. Попов завършва две академични специалности – Живопис в Художествената академия и Естетика в университета на Букурещ. Първата изява на Попов като художник е през 1922 г. – самостоятелна изложба в Кюстенджа (Румъния). Също там, Попов участва в изложба и през 1929 г., а през 1937 г. е поканен от българската общност да рисува иконите на иконостаса и купола на тамошната църква.
След завръщането си в Добрич Атанас Попов той основава през 1928 г. първата драматична трупа в града, наречена „Студия“. Трупата просъществува до 1939 г., когато румънската власт забранява дейността ѝ, а Попов е изпратен в поправителен лагер в Молдова. Интересен факт е, че за период от 11 години Атанас Попов поставя около 60 пиеси от български и румънски автори. Освен режисьор, Попов е и сценограф на повечето постановки.
През 1940 г., след възвръщането на Южна Добруджа към България, Атанас Попов за много кратко време успява да сформира театрална трупа и учредява Добрички общински театър, който по-късно е преименуван в Драматичен театър „Йордан Йовков“. До заминаването си за София през 1958 г. Попов е неизменен художествен ръководител на театъра.
От 1958 г. Атанас Попов се занимава с обществена дейност, като до смъртта си през 1980 г. е секретар на Съюза на артистите в България.